# 1. Fußball-Club Magdeburg 1997-1998
Questa voce raccoglie le informazioni riguardanti il 1. Fußball-Club Magdeburg nelle competizioni ufficiali della stagione 1997-1998.

## Stagione
Nella stagione 1997-1998 il Magdeburgo, allenato da Hans-Dieter Schmidt, concluse il campionato di Regionalliga nordest al 12º posto.

## Rosa
| N. |                     | Ruolo | Calciatore          |
| -- | ------------------- | ----- | ------------------- |
| 1  | Germania (bandiera) | P     | Mark Mewes          |
| 4  | Polonia (bandiera)  | D     | Andrzej Wójcik      |
| 6  | Germania (bandiera) | D     | Jan Sandmann        |
| 7  | Germania (bandiera) | C     | Jörg Kretzschmar    |
| 9  | Polonia (bandiera)  | D     | Waldemar Koc        |
| 16 | Germania (bandiera) | C     | Dennis Fuchs        |
| 17 | Germania (bandiera) | C     | Maik Zentrich       |
| 25 | Polonia (bandiera)  | C     | Krzysztof Hetmański |
|    | Germania (bandiera) | P     | 1Norman Becker      |
|    | Germania (bandiera) | P     | Guido Mischok       |
|    | Germania (bandiera) | D     | Andreas Egler       |
|    | Germania (bandiera) | D     | Jan Köhler          |
|    | Germania (bandiera) | D     | Frank Lieberam      |

| N. |                     | Ruolo | Calciatore          |
| -- | ------------------- | ----- | ------------------- |
|    | Germania (bandiera) | D     | Marcel Maltritz     |
|    | Germania (bandiera) | D     | Rene Thierau        |
|    | Germania (bandiera) | C     | Dirk Baumann        |
|    | Germania (bandiera) | C     | Nico Dürstel        |
|    | Germania (bandiera) | C     | Christian Lenze     |
|    | Germania (bandiera) | C     | Patrick Ortlieb     |
|    | Germania (bandiera) | A     | Mike Drechsel       |
|    | Germania (bandiera) | A     | Sebastian Hähnge    |
|    | Germania (bandiera) | A     | Mario Lau           |
|    | Bulgaria (bandiera) | A     | Nikolai Mitov       |
|    | Germania (bandiera) | A     | Sebastian Prosorsky |
|    | Germania (bandiera) | A     | Radoslav Wardanow   |
|    | Polonia (bandiera)  | A     | Arek Zarczynski     |

## Organigramma societario
Area tecnica
- Allenatore: Hans-Dieter Schmidt
- Allenatore in seconda:
- Preparatore dei portieri:
- Preparatori atletici:
- Analisi video:

## Calciomercato

### Sessione estiva
| Acquisti | Acquisti            | Acquisti          | Acquisti |
| R.       | Nome                | da                | Modalità |
| -------- | ------------------- | ----------------- | -------- |
| C        | Edwin Eke           | Fortuna Magdeburg |          |
| C        | Krzysztof Hetmański | Lubecca           |          |
| A        | Mario Lau           | Meppen            |          |
| D        | Marcel Maltritz     | Magdeburgo U19    |          |

| Cessioni | Cessioni  | Cessioni | Cessioni |
| R.       | Nome      | a        | Modalità |
| -------- | --------- | -------- | -------- |
| C        | Edwin Eke | Verl     |          |

### Sessione invernale
| Acquisti | Acquisti        | Acquisti          | Acquisti |
| R.       | Nome            | da                | Modalità |
| -------- | --------------- | ----------------- | -------- |
| C        | Patrick Ortlieb | Eintracht Treviri |          |

| Cessioni | Cessioni | Cessioni | Cessioni |
| R.       | Nome     | a        | Modalità |
| -------- | -------- | -------- | -------- |

## Risultati

### Regionalliga

#### Girone di andata
| Arbitro: | Müller |

|                           |           |  |
| Lieberam 22’ Sandmann 52’ | Marcatori |  |

| Arbitro: | Blumenstein |

|                                     |           |  |
| Lünsmann 34’ Golovan 63’ Kaiser 82’ | Marcatori |  |

| Arbitro: | Augar |

|                                         |           |              |
| Fuchs 2’, 27’ Zarczynski 33’ Hähnge 88’ | Marcatori | 40’ Scheller |

| Arbitro: | Keßler |

|             |           |              |
| Dermech 41’ | Marcatori | 55’ Lieberam |

| Arbitro: | Fröhlich |

|              |           |              |
| Maltritz 50’ | Marcatori | 72’ Schröter |

| Arbitro: | Hübner |

|                                      |           |                                            |
| Unutkan 24’ Yildiz 38’ Cornelius 75’ | Marcatori | 57’ (rig.) Lieberam 64’, 69’, 90’ Drechsel |

| Arbitro: | Weber |

|                |           |                                         |
| Zarczynski 54’ | Marcatori | 36’ (aut.) Mewes 57’ Wagner 69’ Kremser |

| Arbitro: | Cyrklaff |

|                         |           |                |
| Schmidt 15’ Ullmann 66’ | Marcatori | 67’ Zarczynski |

| Arbitro: | Sather |

|  |           |                    |
|  | Marcatori | 56’ (aut.) Thierau |

| Arbitro: | Sax |

|          |           |              |
| Otto 78’ | Marcatori | 38’ Maltritz |

| Arbitro: | Bley |

|                           |           |                          |
| Kretzschmar 39’ Lenze 62’ | Marcatori | 42’ Demiray 70’ de Souza |

| Arbitro: | Richter |

|           |           |                                |
| Röver 90’ | Marcatori | 53’, 69’ Zarczynski 75’ Hähnge |

| Arbitro: | Koop |

|         |           |                       |
| Lau 61’ | Marcatori | 49’ Sadlo 81’ Miftari |

| Arbitro: | Robel |

|               |           |  |
| Schiemann 90’ | Marcatori |  |

| Arbitro: | Sturm |

|  |           |                       |
|  | Marcatori | 75’ Schmidt 77’ Milde |

| Arbitro: | Zschoke |

|            |           |                                    |
| Müller 30’ | Marcatori | 29’ Lenze 47’ Baumann 89’ Zentrich |

| Arbitro: | Richter |

|            |           |         |
| Hähnge 64’ | Marcatori | 87’ Lau |

#### Girone di ritorno
| Arbitro: | Weber |

|                              |           |              |
| Schneider 3’ Patschinski 85’ | Marcatori | 71’ Maltritz |

| Arbitro: | Kruse |

|  |           |                                 |
|  | Marcatori | 4’, 80’, 83’ Golovan 79’ Kaiser |

| Arbitro: | Augar |

|                                                             |           |  |
| Koslov 19’, 87’ Schönberg 34’ Scheller 47’ Nowak 53’ (rig.) | Marcatori |  |

| Arbitro: | Müller |

|  |           |                        |
|  | Marcatori | 9’ Lünsmann 12’ Aračić |

| Arbitro: | Cyrklaff |

|             |           |            |
| Walther 22’ | Marcatori | 42’ Hähnge |

| Arbitro: | Hübner |

|                                   |           |  |
| Hähnge 29’ Fuchs 44’, 58’ Lau 68’ | Marcatori |  |

| Arbitro: | Fröhlich |

|                                           |           |                                             |
| Schwöbel 36’ Klenge 71’ (rig.) Schade 88’ | Marcatori | 4’ Sandmann 8’ Ortlieb 18’ Lau 33’ Lieberam |

| Arbitro: | Sax |

|                                          |           |                           |
| Lieberam 59’ Sandmann 61’ Zarczynski 78’ | Marcatori | 9’, 45’ Kunze 44’ Schmidt |

| Arbitro: | Kruse |

|                         |           |                |
| Lenz 11’ Shubitidze 80’ | Marcatori | 3’ Kretzschmar |

| Arbitro: | Fleske |

|                                |           |  |
| Lau 13’, 25’, 48’ Maltritz 33’ | Marcatori |  |

| Arbitro: | Bley |

|           |           |  |
| Manai 81’ | Marcatori |  |

| Arbitro: | Pleßke |

|                                                |           |                |
| Hahn 39’ (aut.) Sandmann 43’ Egler 52’ Lau 64’ | Marcatori | 12’, 79’ Laars |

| Arbitro: | Dommaschk |

|           |           |           |
| Skela 32’ | Marcatori | 18’ Fuchs |

| Arbitro: | Junghof |

|                                              |           |              |
| Wardanow 19’ Maltritz 49’ Ortlieb 88’ (rig.) | Marcatori | 55’ Buchmann |

| Arbitro: | Pleßke |

|                                        |           |                        |
| Milde 8’, 50’, 73’ Gütschow 40’ (rig.) | Marcatori | 10’ Maltritz 82’ Fuchs |

| Arbitro: | Kiefer |

|                                                |           |                                                      |
| Lau 1’, 76’ Kretzschmar 8’ Lenze 31’ Egler 90’ | Marcatori | 3’ Jopek 5’ Lenz 37’ Krznaric 47’ Seruga 70’ Kallnik |

| Arbitro: | Reck |

|                                 |           |                           |
| Oesker 26’ Henschel 49’ Lau 60’ | Marcatori | 36’ Hähnge 85’ Zarczynski |

## Statistiche

### Statistiche di squadra
| Competizione         | Punti | In casa | In casa | In casa | In casa | In casa | In casa | In trasferta | In trasferta | In trasferta | In trasferta | In trasferta | In trasferta | Totale | Totale | Totale | Totale | Totale | Totale | DR |
| Competizione         | Punti | G       | V       | N       | P       | Gf      | Gs      | G            | V            | N            | P            | Gf           | Gs           | G      | V      | N      | P      | Gf     | Gs     | DR |
| -------------------- | ----- | ------- | ------- | ------- | ------- | ------- | ------- | ------------ | ------------ | ------------ | ------------ | ------------ | ------------ | ------ | ------ | ------ | ------ | ------ | ------ | -- |
| Regionalliga nordest | 39    | 17      | 6       | 5       | 6       | 35      | 30      | 17           | 4            | 4            | 9            | 25           | 35           | 34     | 10     | 9      | 15     | 60     | 65     | -5 |
| Totale               | 39    | 17      | 6       | 5       | 6       | 35      | 30      | 17           | 4            | 4            | 9            | 25           | 35           | 34     | 10     | 9      | 15     | 60     | 65     | -5 |

### Andamento in campionato
| Giornata  | 1 | 2  | 3 | 4 | 5 | 6 | 7 | 8 | 9  | 10 | 11 | 12 | 13 | 14 | 15 | 16 | 17 | 18 | 19 | 20 | 21 | 22 | 23 | 24 | 25 | 26 | 27 | 28 | 29 | 30 | 31 | 32 | 33 | 34 |
| --------- | - | -- | - | - | - | - | - | - | -- | -- | -- | -- | -- | -- | -- | -- | -- | -- | -- | -- | -- | -- | -- | -- | -- | -- | -- | -- | -- | -- | -- | -- | -- | -- |
| Luogo     | C | T  | C | T | C | T | C | T | C  | T  | C  | T  | C  | T  | C  | T  | C  | T  | C  | T  | C  | T  | C  | T  | C  | T  | C  | T  | C  | T  | C  | T  | C  | T  |
| Risultato | V | P  | V | N | N | V | P | P | P  | N  | N  | V  | P  | P  | P  | V  | N  | P  | P  | P  | P  | N  | V  | V  | N  | P  | V  | P  | V  | N  | V  | P  | N  | P  |
| Posizione | 3 | 10 | 6 | 7 | 8 | 6 | 7 | 7 | 10 | 10 | 9  | 8  | 10 | 10 | 12 | 11 | 10 | 11 | 12 | 12 | 14 | 14 | 12 | 12 | 13 | 13 | 13 | 13 | 13 | 13 | 12 | 13 | 12 | 12 |

Legenda:

Luogo: C = Casa; T = Trasferta. Risultato: V = Vittoria; N = Pareggio; P = Sconfitta.

### Statistiche dei giocatori
| D. Baumann     | 17 | 1 | 6  | 2 |
| 1. Becker      | 6  | 0 | 0  | 0 |
| M. Drechsel    | 7  | 3 | 1  | 0 |
| N. Dürstel     | 4  | 0 | 0  | 0 |
| A. Egler       | 34 | 2 | 9  | 1 |
| D. Fuchs       | 25 | 6 | 3  | 0 |
| U. Gräfe       | 1  | 0 | 0  | 0 |
| K. Hetmański   | 10 | 0 | 1  | 0 |
| S. Hähnge      | 29 | 6 | 0  | 1 |
| W. Koc         | 0  | 0 | 0  | 0 |
| J. Kretzschmar | 32 | 3 | 5  | 1 |
| J. Köhler      | 18 | 0 | 1  | 0 |
| M. Lau         | 31 | 9 | 4  | 0 |
| C. Lenze       | 20 | 3 | 2  | 0 |
| F. Lieberam    | 25 | 5 | 2  | 1 |
| M. Maltritz    | 30 | 6 | 11 | 0 |
| M. Mewes       | 26 | 0 | 1  | 0 |
| G. Mischok     | 3  | 0 | 0  | 1 |
| N. Mitov       | 0  | 0 | 0  | 0 |
| P. Ortlieb     | 14 | 2 | 3  | 2 |
| S. Prosorsky   | 1  | 0 | 0  | 0 |
| J. Sandmann    | 30 | 4 | 7  | 1 |
| R. Thierau     | 16 | 0 | 0  | 0 |
| R. Wardanow    | 14 | 1 | 0  | 1 |
| A. Wójcik      | 31 | 0 | 1  | 1 |
| A. Zarczynski  | 25 | 7 | 2  | 0 |
| M. Zentrich    | 22 | 1 | 3  | 0 |